# S.H.I.E.L.D.
S.H.I.E.L.D. er et fiktivt agentur, der arbejder med kontraspionage, kontraterrorisme og særlig lovhåndhævelse. Ofte med opgaver der involverer overnaturlige aktiviteter og mennesker med særlige superkræfter. Det optræder i Marvel Comics og er skabt af Stan Lee og Jack Kirby i Strange Tales #135 i august 1965. 
Agenturet ledes af Nick Fury, og har nazi-agenturet HYDRA som fjende. 
Akronymet stod oprindeligt for Supreme Headquarters, International Espionage, Law-enforcement Division. I 1991 blev det ændret til Strategic Hazard Intervention Espionage Logistics Directorate. I filmene og TV-serierne i Marvel Cinematic Universe samt adskillige animerede og live-action TV-serier står akronymet for Strategic Homeland Intervention, Enforcement and Logistics Division.